# Anonsaari (ö, lat 60,94, long 26,87)
Anonsaari är en ö i Finland. Den ligger i sjön Rapojärvi och Haukkajärvi och i kommunen Kouvola i den ekonomiska regionen  Kouvola ekonomiska region  och landskapet Kymmenedalen, i den södra delen av landet, 130 km nordost om huvudstaden Helsingfors. Öns area är 4,1 hektar och dess största längd är 320 meter i sydöst-nordvästlig riktning.